# Teorema de Ostrowski
Na teoria dos números, o teorema de Ostrowski, em homenagem a Alexander Ostrowski (1916), afirma que todo valor absoluto não trivial nos números racionais {\displaystyle \mathbb {Q} } é equivalente ao valor absoluto real usual ou a um valor absoluto p-ádico.

## Definições
Elevar um valor absoluto a uma potência menor que 1 sempre resulta em outro valor absoluto. Dois valores absolutos{\displaystyle |\cdot |} e {\displaystyle |\cdot |_{*}} em um campo {\displaystyle K} são definidos para serem equivalentes se houver um número real c > 0 de forma que
{\displaystyle \forall x\in K:\quad |x|_{*}=|x|^{c}.}
O valor absoluto trivial em qualquer campo K é definido ser
{\displaystyle |x|_{0}:={\begin{cases}0&x=0,\\1&x\neq 0.\end{cases}}}
O verdadeiro valor absoluto dos racionais {\displaystyle \mathbb {Q} } é o valor absoluto padrão em reais, definido ser
{\displaystyle |x|_{\infty }:={\begin{cases}x&x\geq 0,\\-x&x<0.\end{cases}}}
Isso às vezes é escrito com um subscrito 1 em vez de infinito.
Para um número primo p, o  p-ádico valor absoluto em {\displaystyle \mathbb {Q} } é definido da seguinte forma: qualquer {\displaystyle x} racional diferente de zero pode ser escrito exclusivamente como {\displaystyle x=p^{n}{\tfrac {a}{b}}}, onde a e b são inteiros co-primos não divisíveis por p, e n é um inteiro; então nós definimos
{\displaystyle |x|_{p}:={\begin{cases}0&x=0,\\p^{-n}&x\neq 0.\end{cases}}}

## Prova
Considere um valor absoluto não trivial nos racionais {\displaystyle (\mathbb {Q} ,|\cdot |_{*})}. Consideramos dois casos:
{\displaystyle {\begin{aligned}(1)\quad \exists n\in \mathbb {N} \qquad |n|_{*}&>1,\\(2)\quad \forall n\in \mathbb {N} \qquad |n|_{*}&\leq 1.\end{aligned}}}
É suficiente considerar a avaliação de inteiros maiores que um. Pois, se encontrarmos {\displaystyle c\in \mathbb {R} _{+}} para o qual {\displaystyle |n|_{*}=|n|_{**}^{c}} para todos os naturais maiores do que um, então esta relação trivialmente vale para 0 e 1, e para os racionais positivos
{\displaystyle \left|{\frac {m}{n}}\right|_{*}={\frac {|m|_{*}}{|n|_{*}}}={\frac {|m|_{**}^{c}}{|n|_{**}^{c}}}=\left({\frac {|m|_{**}}{|n|_{**}}}\right)^{c}=\left|{\frac {m}{n}}\right|_{**}^{c},}
e para motivos negativos
{\displaystyle |-x|_{*}=|x|_{*}=|x|_{**}^{c}=|-x|_{**}^{c}.}

### Caso (1)
Deixe {\displaystyle a,b,n\in \mathbb {N} } com a, b > 1.Expresse bn na base a:
{\displaystyle b^{n}=\sum _{i<m}c_{i}a^{i},\qquad c_{i}\in \{0,1,\ldots ,a-1\},\quad m\leq n{\frac {\log b}{\log a}}+1.}
Então vemos, pelas propriedades de um valor absoluto:
{\displaystyle {\begin{aligned}|b|_{*}^{n}&=|b^{n}|_{*}\\&\leq am\max \left\{|a|_{*}^{m-1},1\right\}\\&\leq a(n\log _{a}b+1)\max \left\{|a|_{*}^{n\log _{a}b},1\right\}\end{aligned}}}
Sendo assim,
{\displaystyle |b|_{*}\leq \left(a(n\log _{a}b+1)\right)^{\frac {1}{n}}\max \left\{|a|_{*}^{\log _{a}b},1\right\}.}
No entanto, como {\displaystyle n\to \infty }, temos
{\displaystyle (a(n\log _{a}b+1))^{\frac {1}{n}}\to 1,}
que implica
{\displaystyle |b|_{*}\leq \max \left\{|a|_{*}^{\log _{a}b},1\right\}.}
Agora escolha {\displaystyle 1<b\in \mathbb {N} } de tal modo que {\displaystyle |b|_{*}>1.} Usar isso a declaração acima garante que {\displaystyle |a|_{*}>1} independentemente da escolha de a (por outro lado {\displaystyle |a|_{*}^{\log _{a}b}\leq 1}, implicando {\displaystyle |b|_{*}\leq 1}). Assim, para qualquer escolha de a, b > 1 acima, temos
{\displaystyle |b|_{*}\leq |a|_{*}^{\frac {\log b}{\log a}},}
i.e.
{\displaystyle {\frac {\log |b|_{*}}{\log b}}\leq {\frac {\log |a|_{*}}{\log a}}.}
Por simetria, essa desigualdade é uma igualdade.
Uma vez que a, b foram arbitrários, há uma constante {\displaystyle \lambda \in \mathbb {R} _{+}} para qual {\displaystyle \log |n|_{*}=\lambda \log n}, i.e. {\displaystyle |n|_{*}=n^{\lambda }=|n|_{\infty }^{\lambda }} para todos os naturais n > 1. De acordo com as observações acima, vemos facilmente que {\displaystyle |x|_{*}=|x|_{\infty }^{\lambda }} para todos os racionais, demonstrando assim a equivalência ao valor absoluto real.

### Caso (2)
Como esta avaliação não é trivial, deve haver um número natural para o qual {\displaystyle |n|_{*}<1.} Fatorando em números primos:
{\displaystyle n=\prod _{i<r}p_{i}^{e_{i}}}
rende que existe {\displaystyle j} de tal modo que {\displaystyle |p_{j}|<1.}Afirmamos que, na verdade, isso é verdade apenas para um.
Suponha per contra que p, q são primos distintos com valor absoluto menor que 1. Primeiro, deixe {\displaystyle e\in \mathbb {N} } be such that {\displaystyle |p|_{*}^{e},|q|_{*}^{e}<{\tfrac {1}{2}}}. Pelo algoritmo euclidiano, existem {\displaystyle k,l\in \mathbb {Z} } de tal modo que {\displaystyle kp^{e}+lq^{e}=1.} Isso produz
{\displaystyle 1=|1|_{*}\leq |k|_{*}|p|_{*}^{e}+|l|_{*}|q|_{*}^{e}<{\frac {|k|_{*}+|l|_{*}}{2}}\leq 1,}
uma contradição.
Então devemos ter {\displaystyle |p_{j}|_{*}=\alpha <1} para alguns j, e {\displaystyle |p_{i}|_{*}=1} for i ≠ j. Deixando
{\displaystyle c=-{\frac {\log \alpha }{\log p}},}
vemos que para naturais positivos gerais
{\displaystyle |n|_{*}=\left|\prod _{i<r}p_{i}^{e_{i}}\right|_{*}=\prod _{i<r}\left|p_{i}\right|_{*}^{e_{i}}=\left|p_{j}\right|_{*}^{e_{j}}=(p^{-e_{j}})^{c}=|n|_{p}^{c}.}
De acordo com as observações acima, vemos que {\displaystyle |x|_{*}=|x|_{p}^{c}} para todos os racionais, o que implica que o valor absoluto é equivalente ao p-ádico. {\displaystyle \blacksquare }
Também se pode mostrar uma conclusão mais forte, ou seja, que {\displaystyle |\cdot |_{*}:\mathbb {Q} \to \mathbb {R} } é um valor absoluto não trivial se e somente se qualquer um {\displaystyle |\cdot |_{*}=|\cdot |_{\infty }^{c}} para algum {\displaystyle c\in (0,1]} ou {\displaystyle |\cdot |_{*}=|\cdot |_{p}^{c}} para algum {\displaystyle c\in (0,\infty ),\ p\in \mathbf {P} }.

## Valor absoluto arquimediano
Outro teorema afirma que qualquer campo, completo em relação a um valor absoluto arquimediano, é (algebricamente e topologicamente) isomórfico aos números reais ou aos números complexos. Isso às vezes também é conhecido como teorema de Ostrowski.